# Haus Wilsdruffer Straße 7

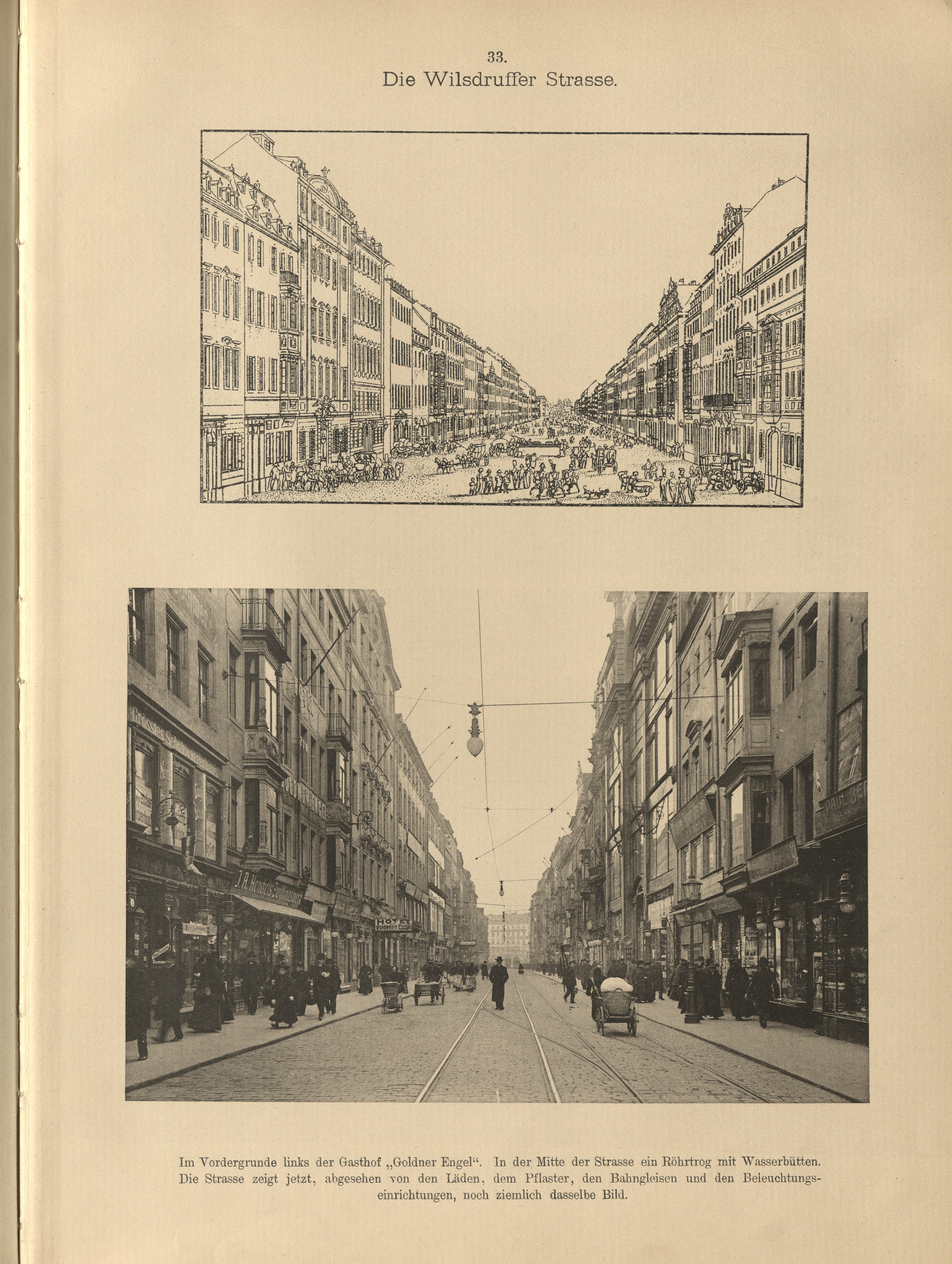
Wilsdruffer Straße mit dem Hotel "Goldenen Engel" (links) im Jahr 1820 (oben) und 1905 (unten)

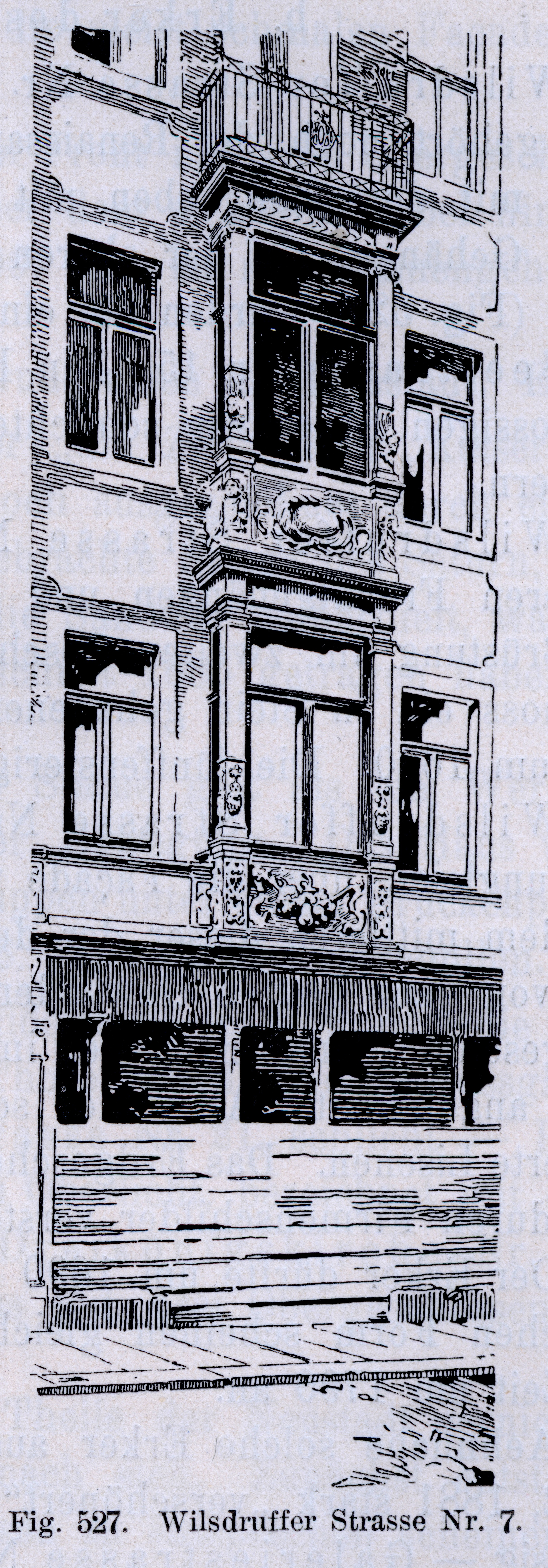
Erker des östl. Gebäudes

Das Haus Wilsdruffer Straße 7 (Hotel „Goldener Engel“, vormals „Geyersches Haus“) in Dresden war ein barockes Wohnhaus, das bereits seit dem 18. Jahrhundert als Hotel genutzt wurde. Es wurde um 1714 erbaut und 1930 abgerissen.

## Beschreibung
Das Gebäude hatte fünf Geschosse und war sechs Achsen breit. Der Bau war unter dem Kaufmann und Handelsmann Johann Samuel Drobisch ausgeführt worden. Über dem breiten Korbbogenportal befand sich ein Sandsteinengel von Christian Gottlieb Kühn. Breite Lisenen, die bis zum Gesims reichten, durch das der dritte Stock von einem Mezzaningeschoss getrennt wurde, rahmten die Fassade ein. Die mittleren vier Achsen waren – wiederum nur bis zum dritten Obergeschoss – als Risalit leicht vorgelegt, die Fenster dieser Achsen in den einzelnen Etagen jeweils unterschiedlich verdacht. Unter den Giebeln der Verdachungen des ersten und zweiten Stocks befanden sich Kartuschen mit feinem Roll- und Rankenwerk. Die beiden Außenachsen waren lediglich mit eingestuften Putzfeldern unter den Fenstern des zweiten und dritten Stocks geschmückt.
Über dem Gurtgesims setzte sich ursprünglich der Risalit in Form eines großen Zwerchhauses fort, das von einem über alle vier Achsen reichenden Segmentbogen bekrönt war. Im Zentrum des Bogens befand sich ein ovales Fenster, um das sich in Stuck ausgeführtes Schmuckwerk rankte. Eine Schmuckvase krönte den Giebel.
Das vierte (Mezzain-)Geschoss war erst im 19. Jahrhundert entstanden, als an den Seiten des Zwerchhauses jeweils ein Fenster angebaut worden war.
Im Inneren des Gebäudes führte ein Gang vom Portal zu einem quadratischen Innenhof. Auf der linken Seite befand sich das dreiläufige Treppenhaus. Die Gestaltung des Erdgeschosses war durch die Hotelnutzung im Vergleich zum Originalzustand wohl stark verändert worden. Jedenfalls wurden die zur Straße gehenden Räume im Erdgeschoss immer als Ladengeschäfte verwendet. In den Obergeschossen befanden sich herrschaftliche Wohnräume, die – zur Straße hin – als Enfilade angelegt waren. Die nach hinten gelegenen Wohnräume erhielten ihr Licht aus dem Hof.

## Geschichte

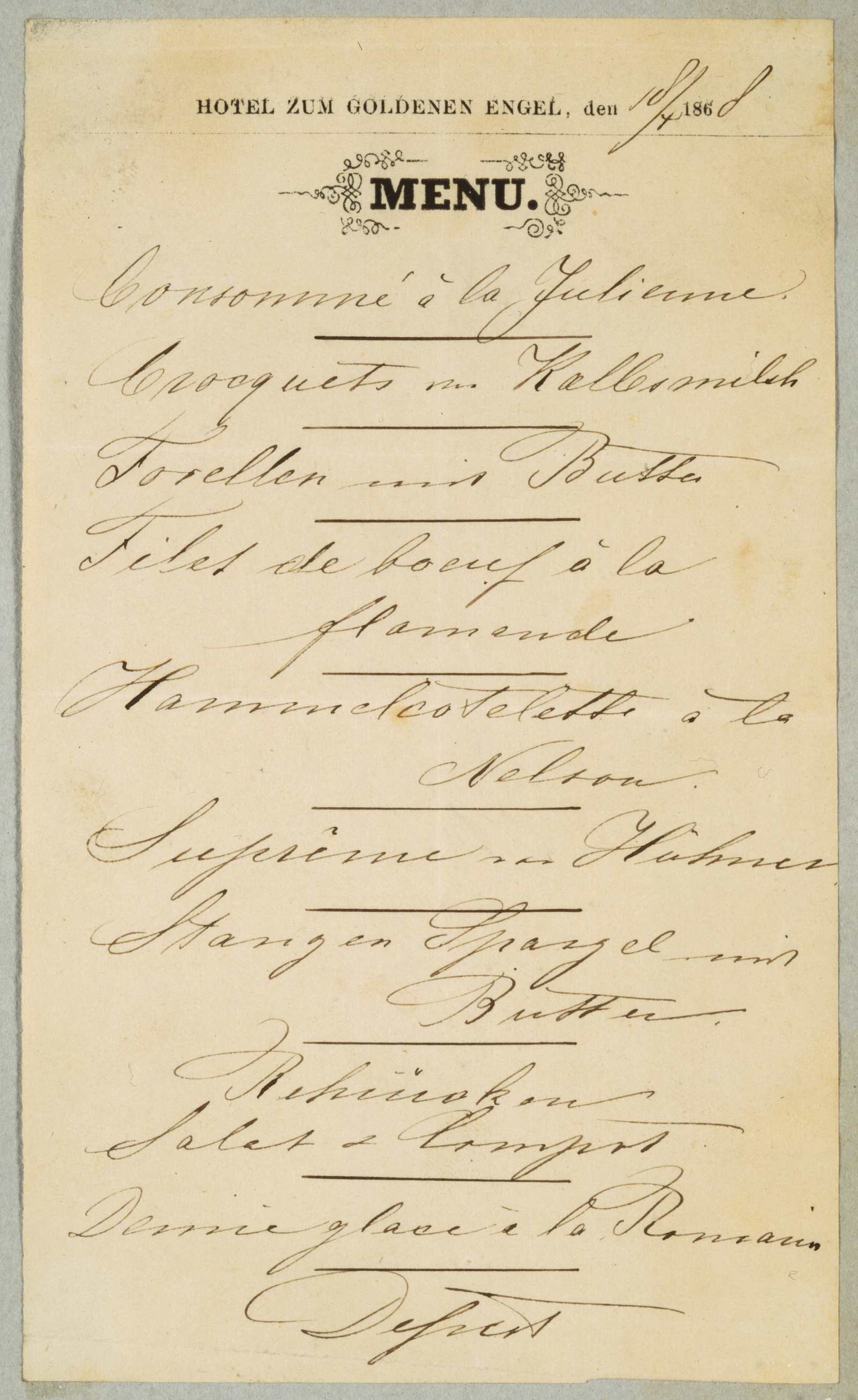
Menükarte "Hotel zum Goldenen Engel" (1868)

Vermutlich wurde das Haus mindestens seit der zweiten Hälfte des 18. Jahrhunderts als Hotel genutzt. Für 1785 wurde Friedrich Schiller auf einer im späten 19. oder frühen 20. Jahrhundert angebrachten Gedenktafel am Haus als Gast erwähnt. Auch E. T. A. Hoffmann übernachtete im „Goldenen Engel“ und erwähnte das Hotel in seinen Fantasiestücken. Um 1800 verfügte das Haus über 24 herrschaftliche Zimmer und 24 Stallplätze.
In der zweiten Hälfte des 19. Jahrhunderts wurde das Hotel zuerst um das östliche Nachbargebäude, später um ein weiteres nach Osten anschließendes Gebäude (zuvor Hotel „Stadt Naumburg“) erweitert, die wohl noch aus der Zeit der Renaissance stammten. Die frühbarocken Erker dieser Gebäude werden von Cornelius Gurlitt beschrieben. Die beiden zweigeschossigen Erker waren unten von dorischen, oben von ionischen Pilastern eingefasst. Auf der unteren Brüstung befand sich ein Gehänge, an der oberen eine Kartusche.

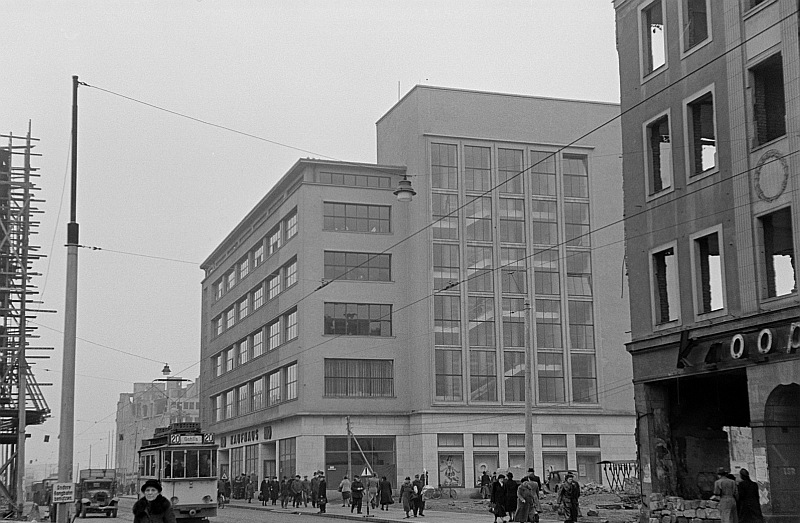
Der Kaufhausbau der 1930er-Jahre aus etwa derselben Perspektive

Die Geschäfte im Erdgeschoss verkauften meist Mode und Accessoires. In den 1880er-Jahren betrieben die Gebrüder Thonet hier ein Möbelgeschäft.
Das Hotel wurde 1930 abgebrochen. An seiner Stelle entstand ein Kaufhaus im Stil der Bauhaus-Moderne, das dem Leipziger Kaufmann Karl Kaiser gehörte. In den unteren beiden Etagen wurde ein Woolworth-Kaufhaus eingerichtet, im zweiten Stock befand sich „Die große Stoff-Etage“ von Kaiser & Co. Später wurde aus dem Haus das Kaufhaus Knoof, das im Krieg beschädigt, bis 1952 wiederaufgebaut und 2009 unter Aufhebung des Denkmalschutzes für den Erweiterungsbau der Altmarkt-Galerie abgerissen wurde.